# Sings the Wailers
Sings the Wailers è un album di Bunny Wailer, pubblicato dalla Solomonic Records nel 1980. Il disco fu registrato all'Harry J's Recording Studio di Kingston, Jamaica.

## Tracce
Lato A
1. Dancing Shoes – 3:43 (Bunny Wailer)
2. Mellow Mood – 3:47 (Bob Marley)
3. Dreamland – 2:41 (Bunny Wailer)
4. Keep on Moving – 4:06 (Curtis Mayfield)
5. Hypocrite – 2:51 (Bob Marley)

Lato B
1. Rule This Land – 3:59 (Bob Marley)
2. Burial – 4:01 (Bunny Wailer)
3. I Stand Predominate – 2:55 (Bunny Wailer)
4. Walk the Proud Land – 3:55 (Bunny Wailer)
5. I'm the Toughest – 2:41 (Peter Tosh)

## Musicisti
- Bunny Wailer - voce, accompagnamento vocale
- Earl Chinna Smith - chitarra
- Keith Sterling - tastiere
- Winston Wright - tastiere
- Headley Bennet - strumenti a fiato
- Dean Fraser - strumenti a fiato
- Nambo Robinson - strumenti a fiato
- Robbie Shakespeare - basso
- Sly Dunbar - batteria
- Uziah Sticky Thompson - percussioni[2]